# 2867 Šteins
A 2867 Šteins egy E típusú kisbolygók, amely a kisbolygóövben kering. 1969. november 4-én fedezték fel, és Kārlis Šteins lett-szovjet csillagászról nevezték el. Összetétele nagyon hasonló az E típusú kisbolygók Földhöz legközelebb jutó képviselőjééhez, a 3103 Egerhez.
2008. szeptember 5-én a Rosetta űrszonda, útban a 67P/Csurjumov–Geraszimenko üstökös felé, 800 km-re, viszonylag lassan, 8,6 kilométer/másodperces sebességgel haladt el mellette.

## Mérési eredmények a Rosettáról
A Steins kisbolygó méretei: 4 km hosszú a forgástengely irányában és 5,9 km a rá merőleges tengely irányában az átmérője. Egy nagyméretű kráter található a felszínén, melynek átmérője 2 km. Ez a kárter az északi póluson fekszik. Több kisebb kráter is megfigyelhető a kisbolygó felszínén, sőt egy 7 kráterből álló láncot is lefényképezett a Rosetta. Összesen több, mint 20 darab, > 0,2 km méretű kráter található a Stein kisbolygón.